# العرقة (مدغل الجدعان)

تعديل مصدري - تعديل

العرقة هي إحدى قرى عزلة مدغل الجدعان بمديرية مدغل الجدعان التابعة لمحافظة مأرب، بلغ تعداد سكانها 540 نسمة حسب تعداد اليمن لعام 2004.